# Greyhound Lines
Greyhound Lines är ett stort bussbolag som bedriver långdistanstrafik med buss i USA och Kanada. Det startades 1914 i Hibbing i Minnesota, av Eric Wickman. Han var född som Erik Wretman i Våmhus, Dalarna, i Sverige 1887, men flyttade senare till USA. Sedan oktober 2021 ägs Greyhound av tyska FlixMobility GmbH, men drivs operativt vidare under det etablerade varumärket.